# Fritz Henning
Fritz Gustav Hermann Henning (* 11. September 1877 in Karlsburg, heute Teil von Strasburg (Uckermark), Kreis Prenzlau; † 4. Dezember 1958 in Bremen) war ein deutscher Physiker.

## Leben
Henning studierte ab 1898 Naturwissenschaften in Halle und Berlin und wurde 1901 in Halle in Physik promoviert (Über radioaktive Substanzen). Im selben Jahr ging er an die Physikalisch-Technische Reichsanstalt in Berlin. 1918 lehrte er an der Landesuniversität Dorpat. An der Physikalisch-Technischen Reichsanstalt in Berlin wurde er 1921 Oberregierungsrat und außerordentlicher Professor an der Universität Berlin und war 1927 bis 1945 Direktor der Abteilung Wärme und Druck. 1935 und 1936 war er Vorstandsmitglied des Vereins Deutscher Ingenieure (VDI).
Henning befasste sich mit der Messung hoher und tiefer Temperaturen und mit Wasserdampfforschung. Seine Forschungen zur Temperaturmessung waren eine wichtige Grundlage für die Einführung der Internationalen Temperaturskala 1927 und seine Wasserdampf-Forschung fand Eingang in internationale Dampfdrucktafeln.
Er war Herausgeber des Lehrbuchs der Praktischen Physik von Friedrich Kohlrausch, Mitarbeiter an den Physikalisch-Chemischen Tabellen von Landolt-Börnstein, Mitarbeiter am Physikalischen Handwörterbuch von Arnold Berliner und Karl Scheel und Mitherausgeber des Handbuchs der Physik von Geiger/Scheel.
Seine Tochter Lina Marie heiratete 1940 in Kleinmachnow Heinrich Banniza von Bazan (1904–1950).

## Schriften
- Grundlagen, Methoden und Ergebnisse der Temperaturmessung, Vieweg 1915
- mit Ludwig Holborn, Karl Scheel: Wärmetabellen: Ergebnisse aus den thermischen Untersuchungen der Physikalisch-Technischen Reichsanstalt, Vieweg 1919
- Wärmetechnische Richtwerte, VDI Verlag 1938
- Temperaturmessung, Leipzig: Barth 1951, 3. Auflage Springer Verlag 1977 (Bearbeiter Helmut Moser)
- Von tiefen und hohen Temperaturen, Teubner 1951